# Veilleins
Veilleins település Franciaországban, Loir-et-Cher megyében. Lakosainak száma 148 fő (2022. január 1.). Veilleins Courmemin, Millançay, Mur-de-Sologne, Pruniers-en-Sologne, Romorantin-Lanthenay és Vernou-en-Sologne községekkel határos.

## Népesség
A település népessége az elmúlt években az alábbi módon változott:
| Lakosok száma | 273  | 185  | 190  | 141  | 155  | 159  | 161  | 161  | 157  | 148  |
|               | 1968 | 1982 | 1990 | 2006 | 2013 | 2015 | 2017 | 2019 | 2020 | 2022 |